# Kevin Porter (Basketballspieler)
Kevin Porter (* 17. April 1950 in Chicago, Illinois) ist ein ehemaliger US-amerikanischer Basketballspieler, der zwischen 1972 und 1983 in der nordamerikanischen Profiliga NBA aktiv war. Porter ist 1,83 Meter groß und lief meist als Point Guard auf. Er spielte College-Basketball für die Saint Francis Red Flash. Er wurde im NBA-Draft 1972 an 39. Stelle ausgewählt. Porter hat in seiner Karriere viermal die NBA in der statistischen Kategorie Assists angeführt und gilt als einer der besten Passgeber in der Geschichte der NBA.

## Professionelle Karriere
Porter wurde im NBA-Draftverfahren 1972 an 39. Stelle von den Baltimore Bullets ausgewählt.
In der Saison 1974/75 führte Porter die NBA mit durchschnittlich 8 Assists je Begegnung an und sicherte sich damit den ersten seiner vier Titel als bester Vorlagengeber der Liga. Im selben Jahr zogen die Washington Bullets mit Porter in die NBA Finals ein, wurden in der Serie jedoch von den Golden State Warriors 4:0 besiegt. In den Finals verbuchte Porter durchschnittlich 15,5 Punkte, 6,8 Rebounds und 1,5 Steals und erzielte die drittmeisten Punkte auf Bullets-Seite.
Knapp drei Monate nach der Niederlage in den Finals wurde Porter am 28. August 1975 in Austausch für Dave Bing und ein Erstrunden-Wahlrecht im NBA-Draft 1977 zu den Detroit Pistons getauscht. Porter zog sich eine Knieverletzung zu und stand daher nur in 19 Spielen auf dem Spielfeld, in diesen erzielte er durchschnittlich 12,6 Punkte und 10,2 Assists.
Seine erste vollständige Saison mit den Pistons war dann eher schwach. Porter erzielte durchschnittlich nur 8,9 Punkte und 7,3 Assists pro Spiel, und man verlor 0:3 in der ersten Runde der Playoffs gegen die Golden State Warriors. In seiner dritten Saison bei den Pistons, in welcher er mit Mittelwerten von 4,6 Punkten und 4,5 Assists erneut enttäuschte, wurde Porter nach acht Spielen zusammen mit Howard Porter in Austausch für Al Skinner und zwei Zweitrunden-Wahlrechte zu den New Jersey Nets geschickt.
Nachdem er an die Nets abgegeben worden war, steigerte Porter seine Leistungen immens. Am 24. Februar 1978, knapp drei Monate nach dem Tausch, erzielte Porter in einem Spiel gegen die Houston Rockets 14 Punkte, 5 Rebounds und 29 Assists. Diese 29 Assists waren knapp 23 Jahre lang der Bestwert für die meisten Assists in einem NBA-Spiel, bis Scott Skiles am 30. Dezember 1990, 30 Assists erzielte. Porter schloss die Saison mit durchschnittlich 15,0 Punkten, 10,2 Assists und 1,5 Steals pro Spiel ab. Mit seinen 10,2 Assists pro Spiel war Porter zum zweiten Mal bester Vorbereiter der NBA.
Nach der Saison wurde Porter im Austausch für Eric Money zurück zu den Detroit Pistons geschickt. Am 9. März 1979 wurde Porter der erste Spieler, dem in einer NBA-Partie 30 Punkte und 25 Assists gelangen, er führte die Pistons damit zu einem 160:115-Kantersieg gegen die Boston Celtics. In dieser Saison erzielte Porter durchschnittlich 15,4 Punkte, 1,9 Steals und 13,4 Assists pro Spiel. Die genannten 13,4 Assists pro Spiel (welche außerdem sein Karrierebestwert sind) brachten ihm zum dritten Mal an die Spitze der NBA in dieser Wertung, er wurde außerdem zum ersten Spieler in der Geschichte der NBA, dem mehr als 1 000 Assists in einer Saison gelangen.
In der Sommerpause 1979 unterschrieb Porter als Free Agent einen Vertrag bei den Washington Bullets. In der Saison 1979/80 erzielte Porter im Durchschnitt 7,3 Punkte und 7,5 Assists pro Spiel, in den Playoffs bestritt Porter zwei Spiele, in welchen er zusammengezählt 16 Punkte und 9 Assists erzielte. In der Spielzeit 1979/80 erzielte er durchschnittlich 13,4 Punkte und 9,1 Assists und war damit zum letzten Mal bester Korbvorbereiter der Liga, die Playoffs wurden in der Saison verpasst. Im Trainingslager vor der nächsten Saison zog sich Porter einen Achillessehnenriss zu und musste daher die ganze folgende Saison aussetzen. Als er in der nächsten Saison wiederkam, erzielte er durchschnittlich nur 4,3 Punkte und 4,2 Assists, und wurde er daraufhin am 18. Januar 1983 nach 11 Spielen von den Bullets entlassen. Daraufhin verkündete er seinen Rücktritt vom Leistungssport.
Im Laufe seiner NBA-Karriere erzielte Porter 5.314 Assists (49. Platz in der NBA-Geschichte) und 7.645 Punkte. In der NBA-Bestenliste steht er bei den Assists pro Spiel (gesamte Karriere) auf dem 14. Platz. Beachtenswert ist, dass er von allen Spielern in der Top 50 der meisten Assists in der NBA-Karriere die wenigsten Spiele bestritten hat (659). Es gibt nur fünf Spieler, die häufiger beste Korbvorbereiter einer NBA-Saison waren als Porter: John Stockton (9×), Bob Cousy (8×), Oscar Robertson (6×), Steve Nash (5×) und Jason Kidd (5×). Alle fünf sind in der Naismith Memorial Basketball Hall of Fame.

## Statistiken

### Reguläre Saison
| Saison  | Team                 | GP | GS | MPG  | FG % | 3P % | FT % | RPG | APG  | SPG | BPG | PPG  |
| ------- | -------------------- | -- | -- | ---- | ---- | ---- | ---- | --- | ---- | --- | --- | ---- |
| 1972/73 | Baltimore            | 71 | –  | 17.1 | .455 | –    | .614 | 1.0 | 3.3  | –   | –   | 6.6  |
| 1973/74 | Capital              | 81 | –  | 28.9 | .478 | –    | .723 | 2.2 | 5.8  | 1.2 | 0.1 | 14.0 |
| 1974/75 | Washington           | 81 | –  | 32.0 | .491 | –    | .704 | 1.9 | 8.0  | 1.9 | 0.1 | 11.6 |
| 1975/76 | Detroit              | 19 | –  | 36.2 | .421 | –    | .750 | 2.3 | 10.2 | 1.8 | 0.2 | 12.6 |
| 1976/77 | Detroit              | 81 | –  | 26.1 | .512 | –    | .729 | 1.2 | 7.3  | 1.1 | 0.1 | 8.9  |
| 1977/78 | Detroit / New Jersey | 82 | –  | 34.3 | .469 | –    | .763 | 2.6 | 10.2 | 1.5 | 0.2 | 15.0 |
| 1978/79 | Detroit              | 82 | –  | 37.4 | .481 | –    | .722 | 2.5 | 13.4 | 1.9 | 0.1 | 15.4 |
| 1979/80 | Washington           | 70 | –  | 21.3 | .459 | .000 | .803 | 1.2 | 6.5  | 0.8 | 0.2 | 7.3  |
| 1980/81 | Washington           | 81 | –  | 31.8 | .519 | .250 | .773 | 1.5 | 9.1  | 1.4 | 0.1 | 13.4 |
| 1982/83 | Washington           | 11 | 0  | 19.1 | .525 |      | .833 | 0.5 | 4.2  | 0.9 | 0.0 | 4.3  |
| Gesamt  | Gesamt               | 65 | –  | 29.0 | .483 | .188 | .737 | 1.8 | 8.1  | 1.4 | 0.1 | 11.6 |

### Playoffs
| Saison  | Team       | GP | GS | MPG  | FG % | 3P % | FT % | RPG | APG | SPG | BPG | PPG  |
| ------- | ---------- | -- | -- | ---- | ---- | ---- | ---- | --- | --- | --- | --- | ---- |
| 1972/73 | Baltimore  | 4  | –  | 10.3 | .500 | –    |      | 0.5 | 2.3 | –   | –   | 3.0  |
| 1973/74 | Capital    | 7  | –  | 27.9 | .388 | –    | .643 | 2.4 | 4.6 | 1.1 | 0.0 | 10.7 |
| 1974/75 | Washington | 17 | –  | 36.8 | .503 | –    | .667 | 2.4 | 7.3 | 1.2 | 0.0 | 14.4 |
| 1976/77 | Detroit    | 3  | –  | 20.3 | .357 | –    | .667 | 2.0 | 5.7 | 0.3 | 0.0 | 5.3  |
| 1979/80 | Washington | 2  | –  | 24.5 | .438 | .000 | .400 | 1.0 | 4.5 | 1.5 | 0.0 | 8.0  |
| Gesamt  | Gesamt     | 33 | –  | 29.4 | .463 | .000 | .649 | 2.1 | 5.8 | 1.1 | 0.0 | 11.0 |

Quelle: nba.com